# Me & My
Me & My (настоящие имена — Сюзанна Георги (дат. Susanne Georgi, род. 27 июля 1976) и Пернилла Георги (дат. Pernille Georgi, род. 24 июля 1974)) — датский евродэнс-дуэт, исполняющий музыку в стиле бабблгам-поп. Известны благодаря своему хиту Dub-I-Dub.

## История
Первоначально дуэт назывался «SuPer Sisters» (слово «SuPer» состоит из первых слогов имен сестёр), далее поменяли название на Me & My. К началу 1990-х выпустили два альбома на датском языке, а в 1991 подали заявку на участие в конкурсе «Евровидение», однако, к сожалению, Сюзанне было всего 15 лет — слишком мало для участия в конкурсе.
В середине 1990-х дуэт приобрел известность не только в Европе, но и во всем мире, благодаря синглам «Dub-I-Dub» и «So Many Men», которые использовали в видеоигре Dance Dance Revolution. По земному шару продано миллион копий сингла «Dub-I-Dub», а дебютный альбом с незамысловатым названием «Me & My» разошёлся по всему миру в количестве 2 миллионов копий. И это только официально, сколько аудиокассет и компакт-дисков растиражировали «пираты» — не поддаётся исчислению.
Сюзанна и Пернилла пишут песни и для других артистов, а также недавно рассказали в телепередаче «Musikprogrammet», что имеют в «запасе» несколько лучших песен для будущих альбомов.
В 2007 Me & My приняли участие в Dansk Melodi Grand Prix с песней «Two Are Stronger Than One». Вопреки ожиданиям букмекеров, дуэт смог занять лишь шестое место.
В 2016 году, поддавшись всеобщему веянию камбеков исполнителей 1990-х годов, дуэт начал выступать на фестивалях «We Love 90’s», а в мае 2018 сёстры спели вживую на фестивале в Копенгагене.
Сейчас Сюзанна Георги живёт в Андорре со своей семьёй, у неё собственная ювелирная компания. Пернилла Георги переехала в Вайле из Лондона, где она прожила 12 лет вместе со своей семьёй.

### Альбомы
- Me & My[англ.] (1995)
- Let the Love Go On[англ.] (1999)
- Fly High[англ.] (2001)
- The Ultimate Collection (2007)

### Синглы
- Baby Boy (1995)
- Dub-I-Dub (1995)
- Lion Eddie (1996)
- Touch Of Your Love (1996)
- Waiting (1996)
- Let the Love Go On (1999)
- Loving You (1999)
- Every Single Day (1999)
- So Many Men (2000)
- Fly High (2000)
- Sleeping My Day Away (2001) — кавер одноимённой песни D-A-D.
- La La Superstar (2001)
- Too Much Christmas (2007)